# ムニンシャシャンボ
ムニンシャシャンボ（無人子子ん坊、学名：Vaccinium boninense）はツツジ科スノキ属の常緑低木。別名、オガサワラシャシャンボ。

## 特徴
高さは約1mになる。若い茎には短い軟毛が密生し、毛はかなりあとまで残る。葉は互生し、葉身は楕円形または広楕円形で、長さ1.8-4cm、幅1-2.5cmになり、先端は鋭くとがり、縁は全縁か、ときに先が鈍く浅い鋸歯があり、葉の両面に毛は無い。葉柄は長さ1-2mmになり、短い毛が散生する。
花期は1-4月。上部の枝の葉腋から長さ4-6cmになる総状花序を出し、多数の花をつける。葉状になる苞葉があり、長さは1-2cmになり、花柄より長い。花序から出る花柄は長さ5-9mmになり、短い毛が密生し、花柄の中部に長さ5-7mmで広卵形の小包葉がある。萼筒は白色の軟毛が密生する広鐘形で、先端は5裂し、裂片は長さ約2mmの狭3角形となり先端はとがる。花冠は白色で、長さ約8mm、幅約3mmあり、筒形で先端がやや狭まって浅く5裂し、裂片の先は鈍く、反曲する。花冠外面に短い軟毛がやや密に生える。雄蕊は10本あり、葯の背面中部に2本の刺状突起があり、長さは約0.3mmとごく短い。果実は径約6mmになる球形の液果で、黒色に熟す。

## 分布と生育環境
日本の小笠原諸島の固有種で、兄島、父島、母島、向島の岩場に生育する。
種小名の boninense は、小笠原諸島のMunin-Sima（無人島）から転用している。

## 保全状況評価
絶滅危惧II類 (VU)（環境省レッドリスト）

## ギャラリー
- 花序に白い花が並ぶ。
- 果実（12月）